# Hugs
Hugs (Haskell User's Gofer System) és un intèrpret bytecode per al llenguatge funcional Haskell. Ofereix compilació ràpida i una velocitat d'execució acceptable. A més, inclou una llibreria gràfica simple. Hugs és una bona eina per a tota aquell que està aprenent les bases de Haskell, la qual cosa no implica que sigui una "implementació de joguina". Actualment l'intèrpret GHCi supera la capacitat de Hugs i més des que la versió 7.4 de GHCi admet tota mena de declaracions a nivell de mòdul.
Llista de diferències amb l'estàndard Haskell 98 aquí. Malgrat que diu que no suporta Unicode (només codif. Latin-1), al Linux amb codificació UTF-8 els accents funcionen tant a les cadenes de text com als identificadors.
Hugs és un programa de codi obert que disposa de versions per als sistemes operatius més difosos tals com Linux, BSD, Microsoft Windows o Mac OS X.

## Per començar
- Al GNU/Linux Ubuntu forma part de la distribució.[3]
- Per a Windows hi ha WinHugs.[4]

## Activació deHugsamb extensions pròpies
Buscant l'extensió TRex (registres extensibles) que molta gent troba a faltar a GHC. Després de fer una mica d'arqueologia (pel nom TRex i lo amagat de l'activació), cal desactivar la compatibilitat amb Haskell98 (opció +98) canviant-la de signe -98:
```
# per possibilitar els registres extensibles cal importar el mòdul corresp.

hugs -98 Hugs.Trex

Hugs.Trex> (a=True, b="Hello", c=12::Int | (b1="World"))
(a = True, b = "Hello", b1 = "World", c = 12)
Hugs.Trex>

```

exemple:
```
-- fitxer prova.hs amb extensions específiques Hugs

module
 
Main
 
where

import
 
Hugs.Trex

type
 
Coord
 
=
 
Double

type
 
Punt2D
 
=
 
Rec
 
(
x
::
Coord
,
 
y
::
Coord
)
 

type
 
Punt3D
 
=
 
Rec
 
(
x
::
Coord
,
 
y
::
Coord
,
 
z
::
Coord
)

punt2D
 
=
 
(
x
=
1
,
 
y
=
1
)
 
::
 
Punt2D

-- emptyRec :: Rec EmptyRow -- registre buit predefinit

-- (x=1 | (y=1)) -- extensió de registres

-- (x=v | rec) -- patró de descomposició per encaix de valors de registres

-- (x::tipus | rec) -- patró de descomposició per encaix de tipus de registres

-- (rec \ z) al context vol dir ''rec'' no conté el camp ''z'' 

-- afegeix un camp z del mateix tipus que el camp x

afegeixCoordZ
 
::
 
(
r
\
z
,
 
r
\
x
)
 
=>
 
t
 
->
 
Rec
 
(
x
::
t
 
|
 
r
)
 
->
 
Rec
 
(
x
::
t
,
 
z
::
t
 
|
 
r
)

afegeixCoordZ
 
z
 
(
x
 
=
 
x
 
|
 
resta_de_camps
)
 
=
 
(
x
 
=
 
x
,
 
z
 
=
 
z
 
|
 
resta_de_camps
)

punt3D
 
=
 
afegeixCoordZ
 
3
 
punt2D
 
::
 
Punt3D

-- accepta registres que continguin camps (x, y, ...) que implementin ''Show''

imprimeixXY
 
::
 
(
Show
 
t
,
 
r
\
x
,
 
r
\
y
)
 
=>
 
Rec
 
(
x
::
t
,
 
y
::
t
 
|
 
r
)
 
->
 
IO
 
()

imprimeixXY
 
punt
 
=
 
putStrLn
 
xy

 
where
 
xy
 
=
 
show
 
(
#
x
 
punt
)
 
++
", "
++
 
show
 
(
#
y
 
punt
)

incrementaX
 
::
 
(
Num
 
t
,
 
r
\
x
)
 
=>
 
Rec
 
(
x
::
t
 
|
 
r
)
 
->
 
Rec
 
(
x
::
t
 
|
 
r
)

incrementaX
 
(
x
=
v
 
|
 
resta_de_camps
)
 
=
 
(
x
=
v
+
1
 
|
 
resta_de_camps
)

main
 
=
 
do

 
let
 
punt3D'
 
=
 
incrementaX
 
punt3D

 
imprimeixXY
 
punt2D

 
imprimeixXY
 
punt3D'

```

Executant amb compatibilitat H98 desactivada per activar les extensions de llenguatge:
```
runhugs -98 prova.hs

```